# 奇異果蛋白酶
奇異果蛋白酶（EC 3.4.22.14；英語：Actinidain, Actinidia anionic protease, proteinase A2 of Actinidia chinensis）是一種在水果中發現的半胱氨酸蛋白酶，包括奇異果、鳳梨、芒果、香蕉和木瓜都含有這種酵素。這種酶是木瓜蛋白酶樣肽酶C1家族的一部分。
作為奇異果中已知的過敏原，該酶正在初步研究其對腸上皮細胞緊密連接蛋白的影響。
奇異果蛋白酶在商業上可用作嫩肉劑和用於乳製品的凝乳劑。奇異果蛋白酶的變性溫度為60°C，低於類似的嫩肉酶鳳梨蛋白酶和木瓜蛋白酶的變性溫度。

## 外部連結
- The MEROPS online database for peptidases and their inhibitors: C01.007[]
- EC 3.4.22.14
- 醫學主題詞表（MeSH）：actinidain